# Liste des chefs du gouvernement de la Sierra Leone
Cet article dresse la liste des chefs du gouvernement de la Sierra Leone depuis l'établissement de cette fonction en 1954 jusqu'à nos jours.
La dénomination officielle du chef de gouvernement a évoluée depuis sa création. De 1954 à 1958 sous la colonie et protectorat de la Sierra Leone, il est appelé « ministre en chef ». De 1958 jusqu'à son abolition à la suite du référendum constitutionnel de 1978, c'est l'appellation de « Premier ministre » qui est utilisée. La fonction est rétablie en 2018 avec la nomination de David J. Francis en tant que « ministre en chef ».

## Liste des titulaires

### Ministre en chef du protectorat de la Sierra Leone
En 1953, la Sierra Leone se voit accorder des pouvoirs ministériels locaux et Milton Margaï est nommé ministre en chef et plus tard Premier ministre. Une nouvelle constitution assurant à la Sierra Leone un système parlementaire au sein du Commonwealth est officiellement adoptée en 1958.
| N° | Portrait      | Titulaire (Naissance-mort)    | Élection  | Mandat         | Mandat       | Mandat                   | Parti politique | Parti politique |
| N° | Portrait      | Titulaire (Naissance-mort)    | Élection  | Début          | Fin          | Durée                    | Parti politique | Parti politique |
| -- | ------------- | ----------------------------- | --------- | -------------- | ------------ | ------------------------ | --------------- | --------------- |
| 1  | Milton Margaï | Sir Milton Margaï (1895-1964) | 1951 1957 | 9 juillet 1954 | 14 août 1958 | 4 ans, 1 mois et 5 jours |                 | SLPP            |

### Premier ministre du protectorat de la Sierra Leone
| N° | Portrait      | Titulaire (Naissance-mort)    | Élection | Mandat       | Mandat        | Mandat                    | Parti politique | Parti politique |
| N° | Portrait      | Titulaire (Naissance-mort)    | Élection | Début        | Fin           | Durée                     | Parti politique | Parti politique |
| -- | ------------- | ----------------------------- | -------- | ------------ | ------------- | ------------------------- | --------------- | --------------- |
| 1  | Milton Margaï | Sir Milton Margaï (1895-1964) | –        | 14 août 1958 | 27 avril 1961 | 2 ans, 8 mois et 13 jours |                 | SLPP            |

### Premiers ministres de la Sierra Leone
La Sierra Leone devient indépendante par la loi sur l'indépendance de la Sierra Leone de 1961 et devient un État souverain avec la reine Élisabeth II à sa tête. En 1971, la Sierra Leone devient une république avec Siaka Stevens comme président.
| N° | Portrait      | Titulaire (Naissance-mort)    | Élection | Mandat        | Mandat                           | Mandat                     | Parti politique | Parti politique |
| N° | Portrait      | Titulaire (Naissance-mort)    | Élection | Début         | Fin                              | Durée                      | Parti politique | Parti politique |
| -- | ------------- | ----------------------------- | -------- | ------------- | -------------------------------- | -------------------------- | --------------- | --------------- |
| 1  | Milton Margaï | Sir Milton Margaï (1895-1964) | 1962     | 27 avril 1961 | 28 avril 1964 (mort en fonction) | 3 ans et 1 jour            |                 | SLPP            |
| 2  | Albert Margai | Sir Albert Margai (1910-1980) | –        | 28 avril 1964 | 21 mars 1967                     | 2 ans, 10 mois et 21 jours |                 | SLPP            |
| 3  | Siaka Stevens | Siaka Stevens (1905-1988)     | 1967     | 21 mars 1967  | 21 mars 1967                     | moins d’un jour            |                 | APC             |

### Régime militaire (1967-1968)
En 1967, un groupe d'officiers militaires supérieurs — appelé le Conseil national de la réforme — prennent le pouvoir en déposant Siaka Stevens de son poste de Premier ministre et gouvernent le pays de 1967 à 1968. Le groupe est cependant renversé en avril 1968 par d'autres officiers qui rétablissent Stevens dans ses fonctions de Premier ministre.
| Portrait             | Titulaire (Naissance-mort)                                                           | Mandat        | Mandat                                    | Mandat           | Parti politique | Parti politique |
| Portrait             | Titulaire (Naissance-mort)                                                           | Début         | Fin                                       | Durée            | Parti politique | Parti politique |
| -------------------- | ------------------------------------------------------------------------------------ | ------------- | ----------------------------------------- | ---------------- | --------------- | --------------- |
| David Lansana        | David Lansana (1922-1975)                                                            | 23 mars 1967  | 25 mars 1967                              | 2 jours          |                 | Militaire       |
| Leslie William Leigh | Leslie William Leigh (1921-1980) Président du Conseil national de la réforme         | 25 mars 1967  | 28 mars 1967                              | 3 jours          |                 | Militaire       |
| Andrew Juxon-Smith   | Andrew Juxon-Smith (1931-1996) Président du Conseil national de la réforme           | 28 mars 1967  | 18 avril 1968 (déposé par un coup d'État) | 1 an et 21 jours |                 | Militaire       |
| John Amadu Bangura   | John Amadu Bangura (1930-1970) Président du Mouvement révolutionnaire anticorruption | 18 avril 1968 | 22 avril 1968                             | 4 jours          |                 | Militaire       |

### Premiers ministres de la Sierra Leone
Siaka Stevens est rétabli par un groupe d'officiers militaires qui renversent le Conseil national de la réforme. En 1971, Siaka Stevens abolit la monarchie et instaure la république de Sierra Leone dont il devient le premier président.
| N°  | Portrait                        | Titulaire (Naissance-mort)                  | Élection | Mandat         | Mandat         | Mandat                     | Parti politique | Parti politique |
| N°  | Portrait                        | Titulaire (Naissance-mort)                  | Élection | Début          | Fin            | Durée                      | Parti politique | Parti politique |
| --- | ------------------------------- | ------------------------------------------- | -------- | -------------- | -------------- | -------------------------- | --------------- | --------------- |
| (3) | Siaka Stevens                   | Siaka Stevens (1905-1988)                   | –        | 26 avril 1968  | 21 avril 1971  | 2 ans, 11 mois et 26 jours |                 | APC             |
| 4   | Siaka Stevens                   | Sorie Ibrahim Koroma (1927-1994)            | 1973     | 21 avril 1971  | 8 juillet 1975 | 4 ans, 2 mois et 17 jours  |                 | APC             |
| 5   | Christian Alusine Kamara-Taylor | Christian Alusine Kamara-Taylor (1917-1985) | 1977     | 8 juillet 1975 | 15 juin 1978   | 2 ans, 11 mois et 7 jours  |                 | APC             |

### Ministres en chef de la Sierra Leone
| N° | Portrait             | Titulaire (Naissance-mort)           | Élection | Mandat          | Mandat          | Mandat                     | Parti politique | Parti politique |
| N° | Portrait             | Titulaire (Naissance-mort)           | Élection | Début           | Fin             | Durée                      | Parti politique | Parti politique |
| -- | -------------------- | ------------------------------------ | -------- | --------------- | --------------- | -------------------------- | --------------- | --------------- |
| 6  | David J. Francis     | David J. Francis (né en 1965)        | 2018     | 8 mai 2018      | 30 avril 2021   | 2 ans, 11 mois et 22 jours |                 | Indépendant     |
| 7  | Jacob Jusu Saffa     | Jacob Jusu Saffa                     | –        | 30 avril 2021   | 10 juillet 2023 | 2 ans, 2 mois et 10 jours  |                 | Indépendant     |
| 8  | David Moinina Sengeh | David Moinina Sengeh (né en 1986/87) | 2023     | 10 juillet 2023 | en cours        | 1 an, 8 mois et 7 jours    |                 | Indépendant     |